# Килва (султанат)

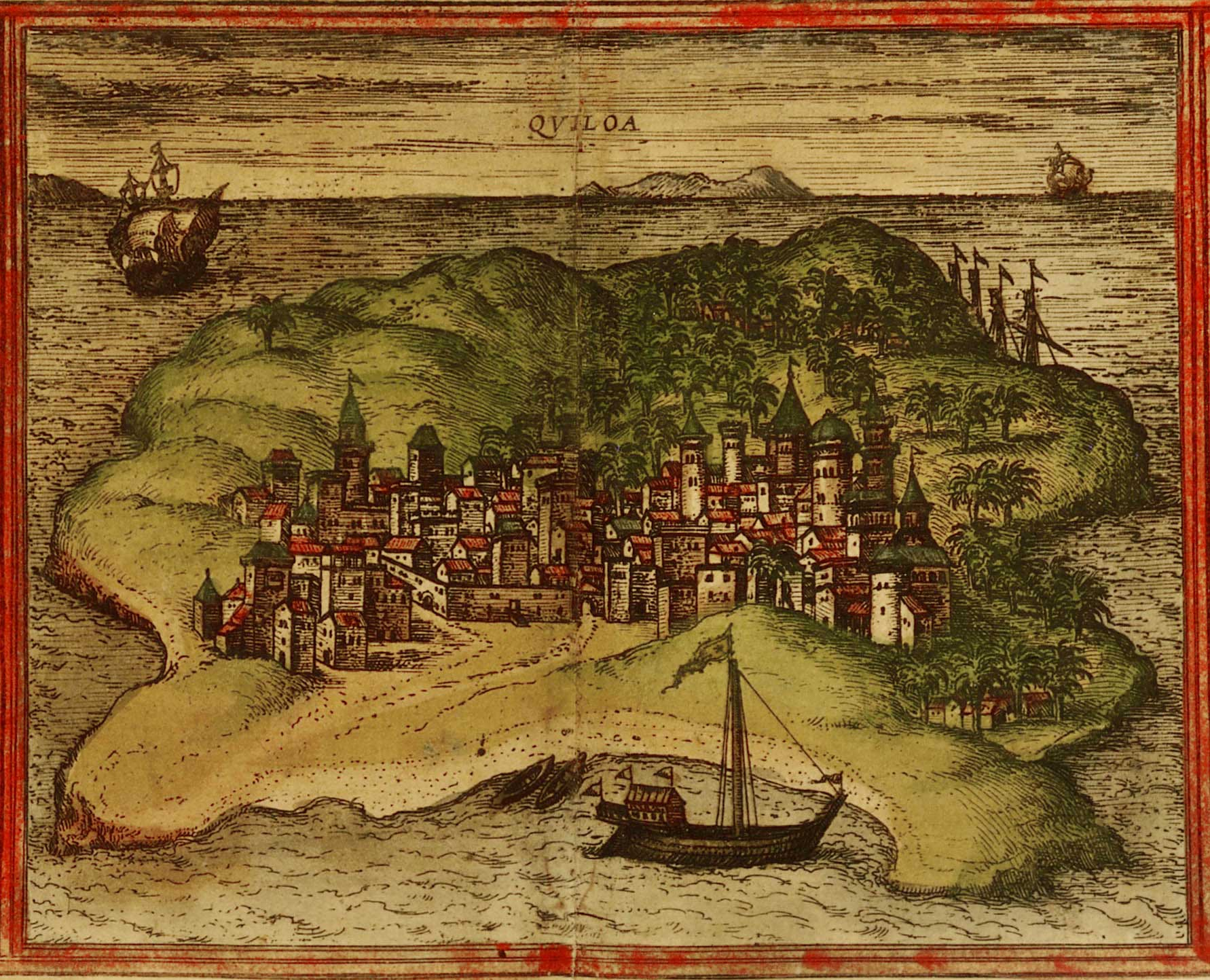
Вид города Килва на гравюре 1572 года

Султана́т Килва — средневековое государство с центром на одноимённом острове, располагавшееся на территории современной Танзании. В период расцвета власть султаната простиралась на весь берег суахили. Основан в X веке Али бин эль-Хасаном Ширази, персидским принцем из Шираза. К XIII столетию Берег Сухали вошёл в сферу влияния Аджурана.

## История
История Килвы начинается примерно в 960—1000 годах. Согласно легенде, Али бин эль-Хасан Ширази был одним из семи сыновей правителя Шираза, сыном абиссинской рабыни. После смерти отца, братья лишили Али всякого наследства. Выйдя под парусом из Ормуза, Али бин эль-Хасан с семьёй и группой последователей отправились в Могадишо, главный торговый город восточного побережья Африки. Однако Али не поладил со знатью города Сомали и был вскоре изгнан из города.
Отправившись на юг вдоль побережья, Али выкупил, как утверждает легенда, остров Килва у местных банту. Согласно одной летописи (Strong, 1895), Килва изначально принадлежал материковому королю банту Альмули, а в отлив связывался с сушей узким перешейком. Король согласился продать его Али ибн аль-Хасан за столько отрезов цветных тканей, сколько хватило, чтобы покрыть окружность острова. Когда король позже передумал и попытался забрать остров обратно, персы перекопали перешеек — и Килва стал островом.
Конечно, эта легендарная история острова не может быть буквальным описанием событием, однако даёт легитимность правившей династии как восходящей к исламскому миру. По Хортону и Миддлману, «происхождение от благородной исламской семьи и абиссинской (эфиопской) рабыни „объясняло“, почему правители были одновременно чернокожими и происходящими от исламских правителей; а выкуп тканью за землю сделал „цивилизованным“ и правителя на материке, так что его дочерей стало возможным брать в жёны».
Расположение острова Килва сделало его гораздо более важным центром восточноафриканской торговли, чем Могадишо. Остров быстро начал привлекать купцов и переселенцев с Севера, включая Персию и Аравию. За несколько лет город был достаточно большим, чтобы основать зависимое поселение на соседнем острове Мафия.
Сулейман Хасан, девятый преемник Али (и 12-й правитель Килвы, ок. 1178—1195) закрепил контроль над городом Софала. Софала был богатым городом, перевалочным пунктом торговли золотом и слоновой костью. Приобретение Софалы принесло значительные золотые поступления в Килву, это позволило финансировать дальнейшую экспансию султаната и расширить его зону влияния на всё восточное побережье Африки.
Хотя формально во главе иерархии стоял один человек, Султан Килва, султанат не был централизованным государством. Его устройство было больше похоже на конфедерацию торговых городов, каждый со своей собственной элитой, купеческой общиной и торговыми связями. Султан мог назначить губернатора или представителя, но даже его авторитет был не одинаков — в некоторых местах (например, в дальних аванпостах вроде Мозамбика) он был истинным правителем именем султана, в то время как в таких городах, как Софала, его полномочия были гораздо более ограничены, он был скорее посланником султана, чем правителем.
Португальский разведчик Перу да Ковильян, замаскированный под арабского купца, путешествовал по Султанату Килве в 1489—1490 годах и посетил порты Малинди, Килву и Софалу. Свои наблюдения он передал в Лиссабон, достаточно подробно осветив состояние султаната. Первые португальские корабли, под командованием Васко да Гамы, достигли султаната по пути в Индию в 1497 году. Да Гама вступил в контакт с вассалами Килвы, Мозамбиком, Момбасой и Малинди, стремясь заручиться их сотрудничеством в качестве перевалочных пунктов для Португальских Индийских армад.
В 1500 году 2-я Португальская Индийская армада под руководством Педру Алвариша Кабрала посетила непосредственно Килву. Португальцы попытались договориться о торговом сотрудничестве и военном союзе с султаном Ибрагимом. Но султан увильнул от ответа, не было достигнуто никакой договоренности.
Хорошо вооруженные корабли 4-й армады прибыли к острову в 1502 году. Заручившись сепаратным соглашениями с Малинди, Мозамбиком и, что особенно важно, богатой Софалой, португальцы на этот раз пригрозили султану мощью своего флота и смогли взять значительную дань с Ибрагима.
Некоторые наивно полагали, что султан Ибрагим упустил выгодную возможность укрепить своё положение по условиям договора с Кабралом в 1500 году. По крайней мере, один килванский придворный, некий Мухаммад ибн Рукн-эд-Дин (известный португальцам как Мухаммад Арконе), советовал султану Ибрагиму заключить союз с португальцами.
Однако дело обернулось таким образом, что вассалы один за другим воспользовались новой военной силой в регионе, чтобы обеспечить свою независимость от эмирата. Правитель Малинди стал первым из них, заключив союз с португальцами в 1497 году (в значительной степени он был направлен против Момбасы). После свержения султана Ибрагима в результате переворота, португальцам не составило труда убедить правящего шейха Юсуфа из Софалы (видимо, племянника покойного эмира Мухаммада) объявить о независимости. Он подписал договор с португальцами в 1502 году, за чем последовало строительство португальской фактории и форта в Софале в 1505 году.
В 1505 году Франсиско де Алмейда привёл свой флот в гавань Килвы и высадил на остров десант в 500 португальских солдат, чтобы изгнать Ибрагима (теперь уже эмира) из города. Алмейда установил на троне упомянутого Мухаммада Арконе, уже как португальского вассала. Португальцы возвели крепость (Форт Сантьягу) в Килве и оставили гарнизон под командованием Педру Феррейры Фогасы, чтобы сохранять контроль за происходящим.
Португальское правление мало кому пришлось по душе. Особенно угнетали местных жителей португальские меркантилистские законы, запретившие любым судам, кроме португальских, ведение торговли в городах.

## Правители
Хронология правителей Султаната Килва изложена в хронике, переведенной на португальский язык в XVI веке и записанной летописцем Жуаном де Барруша. Существует ещё одна сохранившаяся хроника неизвестного автора, написанная в начале XVI века и собранная вместе в 1862 году для шейха Мохеддина (Маджида?) из Занзибара. Эти хроники не всегда согласуются друг с другом.